# Le Chambon
Le Chambon é uma comuna francesa na região administrativa de Auvérnia-Ródano-Alpes, no departamento de Ardèche. Estende-se por uma área de 10,52 km². Em 2010 a comuna tinha 53 habitantes (densidade: 5 hab./km²).